# ゲームラボ
『ゲームラボ』（Game Labo）は、株式会社三才ブックスが出版している季刊誌。2018年の復刊前は月刊誌であり、毎月16日に発売していた。略称はゲーラボ、またはGL。

## 歴史
前身は1985年7月15日発行の『バックアップ活用テクニック』（以下バッ活）という雑誌である。当初は同社発行の『ラジオライフ』の別冊として不定期に刊行されていたが15号から独立創刊して季刊誌となり、31号より隔月刊化。総集編を除くと、バッ活としての発行は38号が最後となる。1994年10月号より紙質を落として誌面をリニューアルし、『ゲームラボ』（以下ゲーラボ）として新装刊した。1998年2月号より月刊化。紙質を手触りが良いものに変え、カラーページを増やしコーナーなども再編されて、全面リニューアルした。表紙イラストはゲームラボとして発刊してから2010年3月号までの15年以上にわたり三輪滋が描いていたが、同年4月号の紙面リニューアル以降は獅子猿が描いている。
2017年5月発売の6月号をもって休刊。
休刊から1年後の2018年5月に『特別復活号』、同年12月に『年末年始特別号』が発刊され、その後は季刊誌として発刊している。

## イベント
毎年12月23日（但し、2000年は12月24日）に『ラジオライフ』との合同イベント「東京ペディション」を開催しているが、この合同イベントは元々1998年12月に「ラジオライフペディション200回記念」として東京国際フォーラムでフリーマーケットや10円オークション等を開催したのが始まりである。ゲームラボ編集部の企画としては、ジャンクハンター吉田トークショー（2000年・2001年）、声優で三才ブックス刊行物の熱心な読者であることを公言している桃井はるこトークショー（2001年）、コスプレGALコンテスト（2001年、司会進行がジャンクハンター吉田と桃井はるこ）、焼き損じCD-R投げ大会（2002年・2003年・2005年）などがあるが、2006年から2008年までの東京ペディションではゲームラボ編集部の企画は特に何も行われなかった。

## 主な連載
GL Information
コンピュータ周辺機器やソフトウェア、オーディオの新製品紹介。
おたニュース
GL Informationより分離したニュースコーナー。日本国内外の三面記事扱いのニュースを取り上げる。
Talk 2 Talk
読者コーナー。ハード愛の聖域（人気ハードランキング）・GL誌上裁判（読者が頭に来たことを編集部員に裁いてもらう。ただし編集者の自作自演が多かった）、他。
床
文字通り、ページの下に掲載される読者のハガキに編集者が答えるというコーナー。だが、実際には読者の投稿はほとんど無く、編集者が自作自演をしていた。「新人はまず床から」と言われており、床で文章力を鍛えられる。
同人わーるど
同人誌紹介、秋葉原・日本橋の同人誌・同人ソフトランキング、地方イベントスケジュールなどを掲載。
洋ゲー解放戦線 亜牙（AKIBA）
日本未発売のゲーム紹介とゲームハリウッドの輸入ゲームランキング。
サイバークラッカーズ
ゲーム業界版の『噂の眞相』一行情報とも言うべき未確認の怪情報を1ページに凝縮して掲載。

### コラム
2010年3月号までは「Game Labo Column」として一つのコーナーにまとめられていた。
- それでもエロゲー業界は回っている（DAE-HYON）
- デジキッズのための法律講義（小倉秀夫）
- アニメ会のオタク力養成講座（アニメ会）
- おたく神経サナトリウム（斎藤環）
- マンガなんてただの過ちだ（伊藤剛）
- オトナげないアニメ（多根清史）
- ゲームの世界を読み解く! 幻獣&武装図鑑（森瀬繚）
- Mana様の郷愁なるGame inferno（Mana）
- キョけん (くられ)

### 萌える! CG教室
CG講座。以下に歴代講師を挙げる。
- 白凪マサ（2000年1月号 - 12月号）
- ヨウハルカ（2001年1月号 - 12月号）
- 南野彼方（2002年1月号 - 2003年3月号）
- 猫月戒時（2003年4月号 - 2004年2月号）
- 綾風柳晶（2004年8月号 - 2006年3月号）

- いずみべる（2006年4月号 - 2008年3月号）
- ごま（2008年4月号 - 2010年3月号）
- refeia（2010年4月号 - 2012年6月号）[1]
- 6U☆（2012年7月号 - 2013年9月号）[2]

### 連載漫画
- ゲ道（Calvet）
- ピョコタンのマンガレポート（ピョコタン）

本誌の連載では長寿作品であり、また三才ブックス書籍の連載でも長寿作品である。
- 教えて!! おたく兄さん（マミヤ狂四郎）

「ニートボールJourney」より引き続き連載。
- えみゅラボ漫画コーナー（まるたん）

## 関連出版物
- B-GEEKS - ゲームラボ増刊として発刊された雑誌。GEEKとは「コンピュータ系のオタク」を意味する英語の俗語。